# Aer Pegaso M 100S
Pour les articles homonymes, voir Pegaso.
Dimensions
L'Aer Pegaso M 100S est un planeur monoplace italien de Classe Standard développé à la fin des années 1950 et construit en série en Italie et en France.

## Origine
En janvier 1956 l’Aéro-club d’Italie organisa un concours visant à la réalisation d’un planeur monoplace d’entraînement et de sport. L’appareil devait être robuste, facile à inspecter et réparer, avec un coût de fabrication faible. Ce concours fut remporté par les frères Alberto et Piero Morelli, qui proposèrent le M-100, un monoplan à aile haute cantilever en bois et toile de 14 m d’envergure avec empennages en T reposant sur une roue fixe. Un prototype fut commandé à la firme Nicolotti de Turin en décembre 1956 avec quelques modifications et le premier vol fut enregistré en juin 1957 à Turin. Durant les essais l’empennage fut modifié, la dérive étant abaissée, puis l’appareil fut transféré au Centre national de vol à voile de Rieti pour passer devant la commission de contrôle du concours.
En 1958 la Fédération aéronautique internationale créa la classe standard pour les planeurs. Or le M100 paraissait très proche de cette nouvelle catégorie de planeurs et l’Aéro-club d’Italie suggéra de modifier le nouveau planeur pour répondre à cette norme : la voilure fut portée à 15 m d’envergure, un profil plus épais choisi, les spoilers modifiés ainsi que le dessin du fuselage pour rendre le cockpit plus confortable, l’empennage abaissé et l’atterrisseur modifié.
Pour développer ce nouvel appareil les frères Morelli fondèrent à Turin la société Aer Pegaso S.p.A, et le prototype M100S effectua son premier vol en février 1959.

## Les versions

### Aer Pegaso M 100S
Environ 200 exemplaires ont été construits en Italie par Aeromere, à Trento, puis à partir de 1964 par Avionautica Rio à Sarnico (Bergame). Cet appareil a remporté à plusieurs reprises le championnat italien en Classe standard et participé aux championnats du monde en 1960 (Allemagne), 1963 (Argentine) et 1965 (Grande-Bretagne). Il a aussi été exporté dans différents pays européens, en Amérique du Nord, en Afrique du Sud et en Australie.

### CARMAM M-100S Mésange
CARMAM a acheté en 1962 une licence de production du M-100S et un premier exemplaire sortit d’usine le 8 février 1963. Après certification 87 appareils furent construits entre 1966 et 1972 dont cinq furent livrés en Italie.

### CVT M-200
Version biplace côte à côte décalé du M-100 dont la conception fut lancée en 1960. Construit au Centre de vol à voile de l’Institut polytechnique de Turin (CVT), le prototype [I-CNVU] effectua son premier vol le 4 mai 1964, piloté par Alberto Morelli. Malgré des performances intéressantes, cet appareil ne trouva pas d’industriel italien pour le produire, 4 exemplaires seulement étant construits par Avionautica Rio.

### CARMAM M-200 Foehn
59 exemplaires ont été construits sous licence en France par CARMAM entre 1964 et 1972.

### Aer Pegaso M 300
Monoplace de classe Standard à train rentrant qui fut développé entre 1964 et 1969 et resta au stade de prototype. Cette évolution du M-100S affichait une finesse de 38.